# Joaquim Naegele
Joaquim Antônio Langsdorf Naegele (Cantagalo, 2 de junho de 1899 — 3 de março de 1986) foi um maestro, compositor e jornalista brasileiro.

## Biografia
Nascido na localidade de Santa Rita do Rio Negro, atualmente denominada de Euclidelândia, sendo o terceiro distrito do município de Cantagalo. O maestro Joaquim Naegele é uma das referências musicais no Brasil quando se trata de composição para bandas musicais.
Começou a estudar música ainda menino, sendo um de seus professores o ilustre maestro Francisco Braga, com o qual completou sua formação teórica.
Em 1942 fixa-se no Rio de Janeiro, onde criou a Sociedade Musical Flor do Ritmo, situada no subúrbio da Piedade, transferindo-se em 1952 para o Méier, ambos no Rio de Janeiro. Alguns personagens de destaque na cultura brasileira, como Wilson das Neves, Elza Soares, Zeca Pagodinho, Bezerra da Silva e muitos outros, iniciaram sua formação musical em sua escola. Naegele destacou-se como regente e professor responsável pela formação e a profissionalização de muitos músicos da Baixada Fluminense e na cidade do Rio de Janeiro.
Foi jornalista na cidade de Miracema e membro do Conselho de Cultura do Estado do Rio de Janeiro. Maestro por vinte e cinco anos da Sociedade Musical Beneficente Campesina Friburguense, seu acervo musical e sua batuta foram doados pela família ao maestro Affonso Gonçalves dos Reis, da Banda Musical do Colégio Salesiano Santa Rosa de Niterói, que o acompanhou nos últimos tempos.
Atuou como militante político e patriota, destacando-se, sobretudo, como defensor na campanha O Petróleo É Nosso, nos anos 1950. Membro do Partido Comunista, Naegele foi preso e perseguido várias vezes, o que o motivou na composição de seu famoso dobrado A Voz do Cárcere. O dobrado Janjão, também de sua autoria, ficou conhecido internacionalmente ao virar prefixo da BBC de Londres, durante a Segunda Guerra Mundial.

## Composições
Suas composições, criadas exclusivamente para bandas de música, integram os acervos de partituras de todo o Brasil e sua lembrança é parte fundamental da memória das bandas centenárias.
- Ouro Negro
- Janjão
- Mão de Luva
- A Voz do Cárcere
- Professor Celso Wotzenlogel
- Rio Quatrocentão
- Carlos Rotay
- Carlos Teixeira
- Prefeito Wilder S. de Paula
- Passeio Trágico
- José Naegele
- A Estrela de Friburgo
- A Canjerana
- Dobrado Mestre Filó
- Jornalista Zair Cançado
- A Vida Pela Flor (Fantasia para clarineta e banda)
- Estrela de Friburgo (Polca para trompete e banda)
- Batuquinho
- Maestro Adoasto
- Pagé

## Homenagens
A cidade de Cantagalo nomeou uma rua em memória ao maestro Joaquim Antônio Naegele nascido na cidade, onde também foi erguido um busto no principal jardim público da cidade, a Praça Papa João XXIII.
De semelhante modo, em homenagem a Naegele, um extenso logradouro público no bairro de Conselheiro Paulino, na cidade de Nova Friburgo recebeu a denominação de Avenida Maestro Joaquim Naegele; já na cidade do Rio de Janeiro a homenagem foi feita em nomeclatura de uma rua no bairro de Campo Grande, na Zona Oeste da cidade.